# Tsolum River
Der Tsolum River ist ein 40 km langer Fluss im zentralen Osten von Vancouver Island in der kanadischen Provinz British Columbia.

## Flusslauf
Der Tsolum River entspringt westlich des Regan Lake auf einer Höhe von etwa 580 m. Das Quellgebiet liegt 23 km südlich der Stadt Campbell River in den östlichen Ausläufern der Vancouver Island Ranges. Er fließt in überwiegend südöstlicher Richtung durch das Flachland. Die Ostküste der Insel verläuft etwa 7 km weiter östlich. Schließlich vereinigt sich der Tsolum River am Nordrand von Courtenay mit dem wesentlich wasserreicheren Puntledge River zum Courtenay River. Dieser mündet nach weiteren 3 km in den Comox Harbour, ein Ästuar an der Ostküste von Vancouver Island.

## Hydrologie
Der Tsolum River entwässert ein Areal von 251 km². Der mittlere Abfluss beträgt 10,6 m³/s. Zwischen November und Januar treten gewöhnlich die höchsten monatlichen Abflüsse auf. Juli, August und September sind die Monate mit den geringsten Abflüssen.